# Selbsthakmontage
Bei der Selbsthakmontage (auch Festbleimontage oder Bolt-Rig genannt) handelt es sich um eine Montage aus mehreren Bestandteilen deren spezielle Art der Aneinanderreihung auf das Bissverhalten bestimmter Fische abgestimmt ist und beim Angeln mit Ködern auf Grund genutzt wird. Wenn mit dieser Montage geangelt wird, hakt sich der Fisch selber. Bei der Köderaufnahme kommt er nicht umhin das Blei anzuheben. Dabei sticht der Haken, bedingt durch das Gewicht des Bleies, in das Maul ein. Der Einstich löst einen Fluchtreflex aus, der den Haken im Maul festsetzt und der an der Angel deutlich wahrgenommen werden kann.
Bekannt ist die Verwendung spezieller Selbsthakmontagen insbesondere für Karpfen, Zander und Aalartige. Beispielhaft ist die Art, die bei der Karpfenangelei eingesetzt wird und sich folgt aufgebaut: Die Montage besteht aus einem Silikonschlauch, der ca. 30 cm lang ist und an dessen Ende das Blei von 60 g – 120 g angebracht ist. Das Schlauchblei wird auf die Hauptschnur gezogen und an deren Ende wird ein Wirbel geknotet. Der Schlauch wird auf den Wirbel geschoben, damit das Blei fest sitzt. An den Wirbel das Vorfach befestigt. Die Vorfachlänge beträgt im Normalfall zwischen 15 cm und 20 cm, wobei die Länge bei Fehlbissen variieren kann. Meist ist das Vorfach kürzer als der Schlauch, da es sonst zu Verhedderungen kommen kann.